# Ville-sur-Haine
Ville-sur-Haine (en wallon Vile-so-Inne ou Veye-so-Hinne) est une section de la ville belge du Rœulx, située en Wallonie dans la province de Hainaut. C'était une commune à part entière avant la fusion des communes de 1977.

## Évolution démographique
- Sources : INS, Rem. : 1831 jusqu'en 1970 = recensements, 1976 = nombre d'habitants au 31 décembre.
- 1970 : Annexion de Gottignies en 1965

## Histoire

### Antiquité
Selon Théophile Lejeune, plusieurs tumuli s’élevaient sur l’entité de Ville-sur-Haine. Alors que les traces de l'existence de l'homme sur son territoire remontent au paléolithique, une énorme pierre (un menhir du néolithique) fut mise au jour en 1893 à l'entrée du village.

### Première Guerre mondiale 1914-1918
En 1914, l'hôtel de ville est incendié
C'est dans ce village qu'est mort George Lawrence Price qui est le dernier soldat de l'Empire britannique mort au combat durant la Première Guerre mondiale, le 11 novembre 1918, à 10 h 58, deux minutes avant l'entrée en vigueur de l'armistice de Rethondes.

## Liste des mayeurs et bourgmestres
Voici quelques noms de mayeurs, mis en avant par les recherches de Théophile Lejeune en 1890, qui ont administré le village de Ville-sur-Haine. Ernoul (1278) ; Ghisllains Desprès (1311) ; Gérars Gillain (1328-1329) ; Jehan Raoulx (1334) ; Jehan Baudans (1346) ; Gilles Tayennes (1355) ; Jacquemar Wion (1371) ; Jehan Deprez (1394) ; Bastien du Monchiel (1440) ; Bastien du Monchau (1491) ; Jean-Simon Criez (1751-1768)
| Mandat    | Identité              | Parti |
| --------- | --------------------- | ----- |
| 1821-1848 | Pierre Desenfans      |       |
| 1848-1883 | Jean-Baptiste Manne   |       |
| 1884-1891 | Philippe Cartaigne    |       |
| 1892-1896 | Florimond Delvaux     |       |
| 1896-1900 | Augustin Pierart      |       |
| -1921     | Adonis Fassiau        |       |
| 1921-195? | Georges Gaudier       |       |
| 1967-1977 | Christophe Persenaire |       |

## Patrimoine et culture

### Patrimoine architecture

#### Patrimoine religieux

##### Église Saint-Lambert
La paroisse dépendait autrefois de l'abbaye de Saint-Denis-en-Broqueroie. Les religieux firent construire le chœur et l'autel de l'église de Ville-sur-Haine en 1672. Situé en hauteur, cet édifice connut bien des tempêtes. Il dut être reconstruit en 1767 comme le prouvent deux chronogrammes gravés sur des pierres encastrées dans la façade. La dernière restauration du clocher remonte à 2003.
En novembre 2008 furent inaugurés de nouveaux vitraux. Créés par M. Joost Caen de Schoten, ils ont été réalisés et placés par les ateliers allemands Studios Peters. Les vitraux de la nef symbolisent les huit Béatitudes en saint Mathieu. Au-dessus du porche d'entrée on peut admirer l'Echelle de Jacob et au-dessus du tabernacle, le Christ ressuscité et glorieux.

##### Chapelle Notre-Dame de Creuse
Cette chapelle est construite dans un vallon encaissé du val de Creuse sur les hauteurs de Ville-sur-Haine. Une première chapelle vit le jour durant le XVIe siècle. La mésaventure d'un jeune pastoureau serait à l'origine de sa construction. Différentes chapelles s'y sont succédé. La dernière date de 1991. Depuis 1813 s'y déroule chaque année, le jour de l'Ascension, un important pèlerinage. Notre-Dame de Creuse est invoquée contre les fièvres malignes. Au pied de la terrasse, la source de Creuse, aménagée en deux fontaines, permet aux visiteurs et autres pèlerins de venir y puiser une eau fort appréciée mais dont les tests en laboratoire établissaient encore en 2022 le caractère impropre à la consommation.

##### La chapelle-à-tombeaux

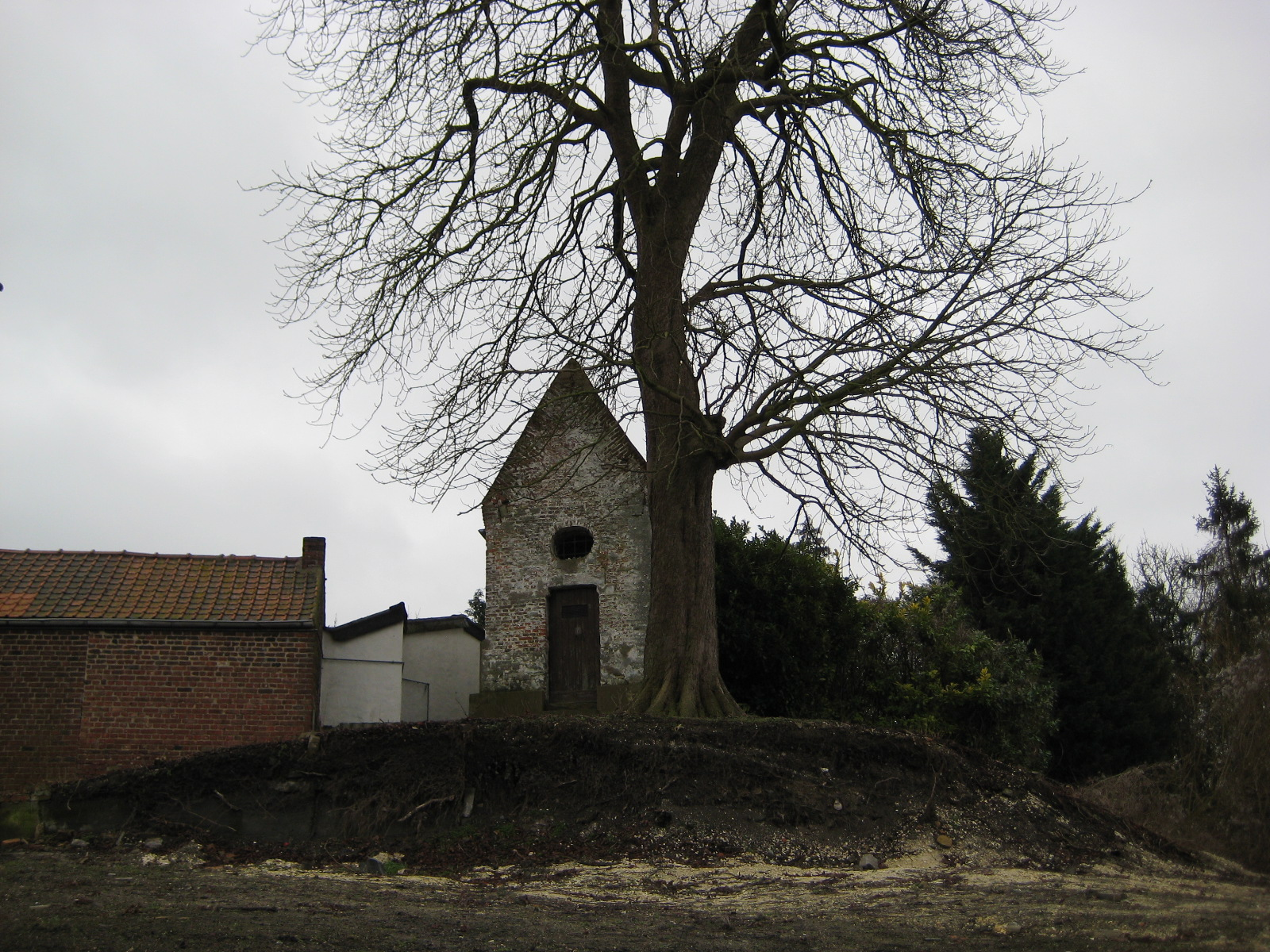
La chapelle Notre-Dame aux Tombeaux.

Cette chapelle domine un tumulus à la rue des Fours à Chaux à Ville-sur-Haine. Ce monument fut élevé par Richilde de Hainaut après la bataille de 1072 à l'endroit même où furent enterrés bon nombre de ses soldats.
Cette bataille qui opposa la Flandre au Hainaut s'engagea du côté de Saint-Denis-en-Broqueroie. Les armées de Richilde, comtesse douairière du Hainaut, durent s'avouer bien vite vaincues et se replièrent vers Gottignies puis vers Ville-sur-Haine. La pente abrupte descendant vers la Haine était alors recouverte d'un bois touffu et les abords de la rivière particulièrement marécageux. le carnage fut horrible. L'historien Jules Monoyer prétend ainsi que les eaux de la Haine furent ensanglantées durant trois jours. Cette colline porte d'ailleurs l'abominable surnom de Hurée au sang.
Voulant assurer le repos de l'âme des nombreux chevaliers hainuyers, Richilde fit construire l'abbaye bénédictine de Saint-Denis-en-Broqueroie, et sur le lieu de sa défaite, une chapelle commémorative en l'honneur de la Vierge : Notre-Dame-aux-Tombeaux. Autour de cette éminence sont occasionnellement mis au jour des objets funèbres ou de combat. C'est ainsi qu'on découvrit dans les années 1830 une fosse commune comptant plusieurs centaines de squelettes humains rangés côte à côte.

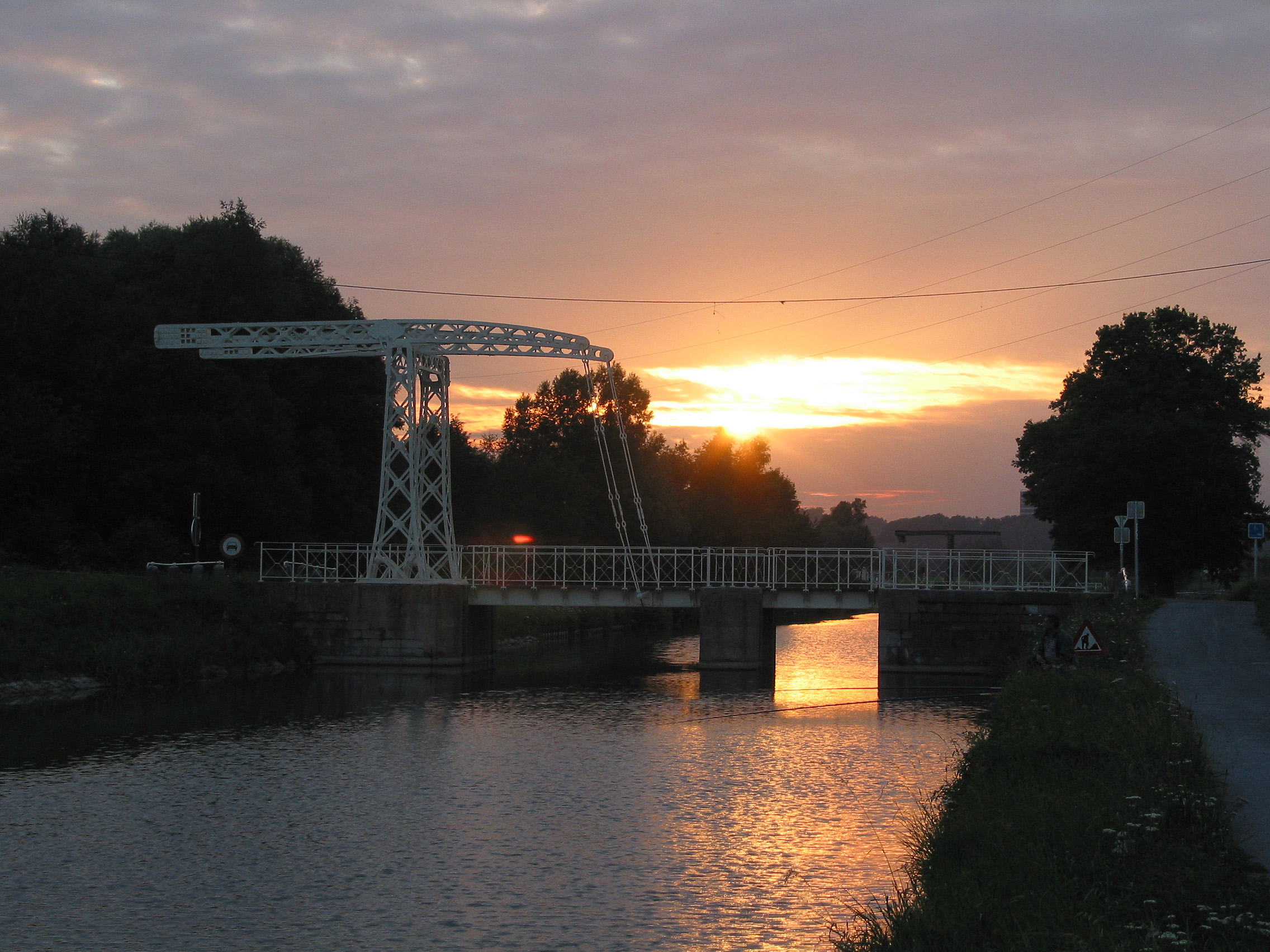
Vieux pont à bascule sur l'ancien canal du centre.